# 京セラディスプレイ研究所
株式会社京セラディスプレイ研究所（きょうセラディスプレイけんきゅうじょ、KYOCERA Display Institute Co., Ltd.）は、かつて存在したELディスプレイ事業を行う企業である。

## 沿革
2003年12月、台湾ChiMei Optelectronicsとその子会社International Display Technology（IDTech）から有機EL事業を買収し設立。
2009年頃に廃止。